# Agnetha Fältskog (musikalbum)
Agnetha Fältskog var det första soloalbumet av den svenska popsångerskan Agnetha Fältskog. Detta självbetitlade album släpptes 1968. Agnetha Fältskog sjöng i det svenska "dansbandet" Bengt Engharts då bandet skickade demoinspelning till skivbolaget CBS Cupol. Producenten Little Gerhard lyssnade och på B-sidan fanns en ung tjej som sjöng sången "Jag var så kär". Han blev imponerad, och ringde upp Agnetha Fältskog och bad henne spela in sången.
Efter att fler singlar givits ut, varav flera med låtar skrivna av Agnetha själv, sammanställdes alla låtar plus några tidigare outgivna till albumet som fick namnet "Agnetha Fältskog".

## Låtlista

### Sida 1
| Nr           | Titel                                               | Text                   | Musik                              | Längd |
| ------------ | --------------------------------------------------- | ---------------------- | ---------------------------------- | ----- |
| 1.           | Jag var så kär                                      | Agnetha Fältskog       | Agnetha Fältskog                   | 2:15  |
| 2.           | Jag har förlorat dej                                | Agnetha Fältskog       | Dieter Zimmermann                  | 3:25  |
| 3.           | Utan dej, mitt liv går vidare                       | Agnetha Fältskog       | Agnetha Fältskog                   | 2:47  |
| 4.           | Allting har förändrat sej                           | Karl Gerhard Lundkvist | Karl Gerhard Lundkvist             | 3:10  |
| 5.           | Försonade                                           | Agnetha Fältskog       | Agnetha Fältskog                   | 2:57  |
| 6.           | Slutet gott allting gott ("Honey stuff" i original) | Stig Anderson          | Ben Wilson, Judy Lynn, Lynn Wilson | 1:43  |
| Total längd: | Total längd:                                        | Total längd:           | Total längd:                       | 17:25 |

### Sida 2
| Nr           | Titel                                                    | Text             | Musik                    | Längd |
| ------------ | -------------------------------------------------------- | ---------------- | ------------------------ | ----- |
| 1.           | Tack Sverige                                             | Agnetha Fältskog | Dieter Zimmermann        | 3:00  |
| 2.           | En sommar med dej                                        | Ingvar Fältskog  | Ingvar Fältskog          | 3:20  |
| 3.           | Snövit och de sju dvärgarna                              | Agnetha Fältskog | Dieter Zimmermann        | 3:07  |
| 4.           | Min farbror Jonathan                                     | Agnetha Fältskog | Dieter Zimmermann        | 2:31  |
| 5.           | Följ med mej ("Hello love" i original)                   | Agnetha Fältskog | Mark Anthony             | 1:35  |
| 6.           | Den jag väntat på ("Your love is everywhere" i original) | Agnetha Fältskog | Tony Hatch, Jackie Trent | 2:24  |
| Total längd: | Total längd:                                             | Total längd:     | Total längd:             | 19:16 |

### Fotnoter
1. ↑  ”fonogram  Agnetha Fältskog”. Svensk mediedatabas. 25 februari 1968. Arkiverad från originalet den 7 november 2017. https://web.archive.org/web/20171107005354/https://smdb.kb.se/catalog/id/002041447. Läst 5 november 2017.